# Wojciech Brzozowicz
Wojciech Wacław Brzozowicz (ur. 3 stycznia 1945 w Warszawie, zm. 5 stycznia 2015) – polski aktor teatralny i filmowy.

## Życiorys
W 1967 roku ukończył studia na PWST w Warszawie. W tym samym roku, 22 lipca, miał miejsce jego debiut teatralny. Występował w Teatrze Współczesnym w Warszawie (1967-70) i Teatrze Narodowym w Warszawie (1970-89). Pochowany na cmentarzu Bródnowskim w Warszawie (kwatera 59H-4-11).

## Nagrody i odznaczenia
- Zasłużony Działacz Kultury (1977)

## Filmografia
- 1969: Do przerwy 0:1 − Małek, mechanik w warsztacie Łopotka (odc. 5)
- 1969: Jak rozpętałem drugą wojnę światową
- 1969: Paragon gola − Małek, mechanik w warsztacie Łopotka
- 1969: Rzeczpospolita babska
- 1971: Milion za Laurę − członek komisji w telewizji
- 1971: Na przełaj
- 1972: Trzeba zabić tę miłość − gość na przyjęciu u szefa Andrzeja
- 1973: Stawiam na Tolka Banana − zaczepiający Tomka w kawiarni (odc. 5)
- 1976: Niedzielne dzieci − dyrektor szkoły
- 1977: Coś za coś − asystent Anny
- 1977: Układ krążenia − dyrektor biura projektowego (odc. 1)
- 1978: Co mi zrobisz, jak mnie złapiesz? − dziennikarz na konferencji prasowej "Pol-Pimu"
- 1978: Życie na gorąco (odc. 5)
- 1980: Alicja − oprowadzający Królika po fabryce telewizorów
- 1980: Zamach stanu − Zrobik, świadek oskarżenia w procesie brzeskim
- 1981: Kto ty jesteś
- 1983: Katastrofa w Gibraltarze − oficer brytyjski na Gibraltarze
- 1984: Czas dojrzewania − majster Szalewicz
- 1984: Fetysz − Gienek, przyjaciel Rudego
- 1984: Smażalnia story − magister Jurek
- 1986: Poczekaj błyśnie
- 1987: Ballada o Januszku − mężczyzna kupujący bilet do kina od Januszka (odc. 2)
- 1987: Śmieciarz (odc. 4)
- 1988: Generał Berling − generał Artiemow
- 1989: Reduty września